# Luka Brajnović
Luka Brajnović (Kotor, 13 de gener de 1919 - Pamplona, 8 de febrer de 2001) va ser un novel·lista, poeta, professor universitari, periodista i editor croat. Detingut per criticar a Benito Mussolini, es va veure obligat a l'exili durant la Segona Guerra Mundial. La seva condició de croat li va costar el pas per camps de concentració. A finals de la dècada del 1940 es va instal·lar a Espanya i es va obrir camí al món de les arts gràfiques. Va dedicar la major part de la seva vida a la docència universitària. Escrigué diversos llibres de periodisme, poesia, literatura i pensament. La Universitat de Navarra va crear el Premi Luka Brajnovic en honor seu, un guardó que el 2001 va rebre el corresponsal de guerra català Miguel Gil Moreno.